# NGC 5162
NGC 5162 (NGC 5174) é uma galáxia espiral (Sc) localizada na direcção da constelação de Virgo. Possui uma declinação de +11° 00' 28" e uma ascensão recta de 13 horas, 29 minutos e 25,9 segundos.
A galáxia NGC 5162 foi descoberta em 15 de Março de 1784 por William Herschel.